# Vallée de la Loire des Ponts-de-Cé à Montsoreau
Vallée de la Loire des Ponts-de-Cé à Montsoreau este o arie protejată (sit de importanță comunitară — SCI) din Franța întinsă pe o suprafață de 9.400 ha, integral pe uscat.

## Localizare
Centrul sitului Vallée de la Loire des Ponts-de-Cé à Montsoreau este situat la coordonatele 47°19′27″N 0°10′47″W / 47.32417°N 0.17972°V.

## Înființare
Situl Vallée de la Loire des Ponts-de-Cé à Montsoreau a fost declarat arie specială de conservare în baza directivei 92/43 din 1992 referitoare la conservarea habitatelor naturale și a faunei și florei sălbatice pentru a proteja 26 de specii de animale.

## Biodiversitate
Situată în ecoregiunea atlantică, aria protejată conține 9 habitate naturale: Lacuri eutrofice naturale cu vegetație de tip Magnopotamion sau Hydrocharition, Râuri cu maluri nămoloase cu vegetație de Chenopodion rubri p.p. și Bidention p.p., Fânețe de joasă altitudine (Alopecurus pratensis, Sanguisorba officinalis), Păduri aluvionare cu Alnus glutinosa și Fraxinus excelsior (Alno-Padion, Alnion incanae, Salicion albae), Peșteri inaccesibile publicului, Ape puternic oligomezotrofe cu vegetație bentonică cu Chara spp., Liziere de ierburi înalte hidrofile de câmpie și de nivel montan până la alpin, Păduri mixte riverane de Quercus robur, Ulmus laevis și Ulmus minor, Fraxinus excelsior sau Fraxinus angustifolia, de-a lungul marilor râuri (Ulmenion minoris), Ape stătătoare oligotrofe până la mezotrofe, cu vegetație de Littorelletea uniflorae și/sau de Isoëto-Nanojuncetea.
La baza desemnării sitului se află mai multe specii protejate:
- amfibieni (1): triton cu creastă (Triturus cristatus)
- mamifere (9): liliac cârn (Barbastella barbastellus), castor (Castor fiber), vidră de râu (Lutra lutra), liliac cu urechi mari (Myotis bechsteinii), liliac cărămiziu (Myotis emarginatus), liliac comun (Myotis myotis), liliacul mediteranean cu potcoavă (Rhinolophus euryale), liliacul mare cu potcoavă (Rhinolophus ferrumequinum), liliacul mic cu potcoavă (Rhinolophus hipposideros)
- nevertebrate (9): croitorul mare al stejarului (Cerambyx cerdo), Coenagrion mercuriale, fluturele de noapte (Eriogaster catax), rădașcă (Lucanus cervus), Ophiogomphus cecilia, Osmoderma eremita, Oxygastra curtisii, Rosalia alpina, Unio crassus
- pești (7): Alosa alosa, Alosa fallax, zvârluga (Cobitis taenia), Lampetra fluviatilis, Petromyzon marinus, boarță (Rhodeus amarus), somonul (Salmo salar)

Pe lângă speciile protejate, pe teritoriul sitului au mai fost identificate 6 specii de plante, 1 specie de păsări, 5 specii de amfibieni, 15 specii de mamifere, 2 specii de nevertebrate, 3 specii de pești, 2 specii de reptile.